# Platystele scopulifera
Platystele scopulifera là một loài thực vật có hoa trong họ Lan. Loài này được Luer & Dodson miêu tả khoa học đầu tiên năm 1991.